# Grand Ridge (Illinois)
Grand Ridge és una població dels Estats Units a l'estat d'Illinois. Segons el cens del 2000 tenia 546 habitants.

## Demografia
Segons el cens del 2000, Grand Ridge tenia 546 habitants, 201 habitatges, i 151 famílies. La densitat de població era de 448,5 habitants/km².
Dels 201 habitatges en un 35,3% hi vivien nens de menys de 18 anys, en un 68,2% hi vivien parelles casades, en un 4,5% dones solteres, i en un 24,4% no eren unitats familiars. En el 21,9% dels habitatges hi vivien persones soles el 13,9% de les quals corresponia a persones de 65 anys o més que vivien soles. El nombre mitjà de persones vivint en cada habitatge era de 2,72 i el nombre mitjà de persones que vivien en cada família era de 3,21.
Per edats la població es repartia de la següent manera: un 29,1% tenia menys de 18 anys, un 6,8% entre 18 i 24, un 26,2% entre 25 i 44, un 22,2% de 45 a 60 i un 15,8% 65 anys o més.
L'edat mediana era de 38 anys. Per cada 100 dones de 18 o més anys hi havia 90,6 homes.
La renda mediana per habitatge era de 45.000 $ i la renda mediana per família de 52.000 $. Els homes tenien una renda mediana de 38.125 $ mentre que les dones 30.167 $. La renda per capita de la població era de 18.287 $. Aproximadament el 2,6% de les famílies i el 5,6% de la població estaven per davall del llindar de pobresa.

## Poblacions més properes
El següent diagrama mostra les poblacions més properes.